# Tablet
 For alternative betydninger, se Tablet (flertydig). (Se også artikler, som begynder med Tablet)
En tablet er en afvejet dosis lægemiddel der er blevet presset og beregnet til at sluges og skylles ned med vand.
Fremstilling af tabletter var i starten et rent håndværk, hvor hver enkelt dosis blev afvejet i hånden og puttet i en metalform (en matrice) med et låg og en bund (overstempel og understempel) med de karakteristiske afrundede kanter og evt. delekærv, som man også ser på nutidens tabletter. Låget blev lagt på og man slog på låget med en kølle, således at tabletten blev presset sammen. Derefter skubbede man bunden op gennem formen og tabletten var frigjort og færdig.
Denne proces er i dag blevet overført til tabletmaskiner med mange stempler og matricer, men i princippet er det den samme proces som før.
| Farmakologi | Spire Denne artikel om farmakologi er en spire som bør udbygges. Du er velkommen til at hjælpe Wikipedia ved at udvide den. |